# Joseph Kamwendo
Joseph Kamwendo (Blantire, 23 de outubro de 1986) é um futebolista malauiano que atua como meia.

## Carreira
Joseph Kamwendo representou o elenco da Seleção Malauiana de Futebol no Campeonato Africano das Nações de 2010.